# 頓丘郡
頓丘郡（とんきゅう-ぐん）は、中国にかつて存在した郡。晋代から南北朝時代にかけて、現在の河南省濮陽市一帯に設置された。

## 概要
266年（泰始2年）、淮陽郡を分割して頓丘郡が置かれた。西晋の頓丘郡は司州に属し、頓丘・繁陽・陰安・衛国の4県を管轄した。
北魏のとき、頓丘郡は頓丘・衛国・臨黄・陰安の4県を管轄した。
北斉のとき、頓丘郡は廃止された。

## 僑置頓丘郡
東晋のとき、北徐州に頓丘郡が置かれた。
たびたび廃置があったが、南朝宋の孝武帝のときにまた設置された。この頓丘郡は冀州に属し、頓丘・衛国・肥陽・陰安の4県を管轄した。